# One Direction: Это мы
«One Direction: Это мы» (англ. One Direction: This Is Us) — документально-концертный фильм об англо-ирландском бой-бэнде One Direction. Премьера фильма в Великобритании состоялась 29 августа 2013, а днём позже в США.

## История
«Это мы» рассказывает о жизни пяти участников группы во время тура и содержит новую информацию о формировании группы на X Factor. Также фильм содержит фрагменты, записанные во время концерта на O2 Арене в Лондоне и кадры из их жизни до и после X Factor. Фильм даёт представление о подготовке группы перед концертами и рассказывает о том, как это — быть участником One Direction.

## Актёры
- Найл Хоран
- Зейн Малик
- Лиам Пейн
- Гарри Стайлз
- Луи Томлинсон
- Саймон Коуэлл

## Производство
Фильм был анонсирован группой на телешоу «Today» 12 ноября 2012, группа также подтвердила, что режиссёром станет Морган Сперлок, который снял фильмы «Джастин Бибер: Никогда не говори никогда» и «Кэти Перри: Частичка меня». Съёмки фильма начались 17 января 2013 в Токио. 19 марта 2013 было сообщено, что фильм получил название «One Direction: Это мы», который ранее назывался «1D3D».
Позже было сказано, что фильм не имеет сценария и все кадры «естественные». Стайлс признался, что камеры были повсюду и это немного пугало его, но этот фильм даёт им возможность рассказать о себе, об их взаимоотношениях, о проводимом досуге вне сцены. Найл Хоран также отметил, что съёмочная группа сопровождала их везде, даже в туалете.
Сцены, показанные в трейлерах к фильму, включают кадры с поклонниками, которые рассказывают истории, связанные с группой, а также содержат комментарии Саймона Коуэлла — их ментора на шоу X Factor и продюсера фильма.

## Премьера
Мировая премьера фильма состоялась 20 августа 2013 на пешеходной площади Лестер-сквер в Лондоне.
29 августа 2013 состоялся премьерный показ фильма в Великобритании, 30 августа 2013 состоялась международная премьера. В некоторых странах волна премьер длилась до конца сентября 2013.

### Маркетинг
В рамках маркетинговой компании группа позволила фанатам выкладывать свои фотографии, которые появятся на рекламном постере фильма. Фотографии фанатов были размещены в качестве фона на афише.
Первый трейлер фильма был выпущен 8 февраля 2013, а второй трейлер был представлен 25 июня 2013. Второй трейлер включал в себя фрагмент новой песни группы «Best Song Ever» — лид-сингла с третьего альбома группы «Midnight Memories», который был выпущен 25 ноября 2013.

### Кассовые сборы
«Это мы» собрал 28 873 376 долларов в Северной Америке и 38 455 345 в других странах. Общая прибыль от фильма составила 68 532 898 долларов. Фильм занял четвёртое место в списке самых кассовых концертных фильмов.

### Расширенная версия
9 сентября 2013 было сообщено, что Sony выпустит расширенную версию фильма 13 сентября 2013. Новая версия будет на 20 минут дольше и будет содержать четыре новые песни.

### Blu-Ray и DVD
Фильм был выпущен на Blu-Ray и DVD 17 декабря 2013 в США, на два дня позже, чем в Великобритании. Издание включает в себя невиданные ранее кадры и несколько эксклюзивных интервью. За первые три дня после выпуска, DVD с фильмом был продан в количестве 270 000 копий в Великобритании, что привело его к первому месту в британском видео-чарте и новому рекорду продаж DVD в Великобритании, который прежде принадлежал фильму «Майкл Джексон: Вот и всё» с количеством 10 000 проданных копий за первую неделю.

## Международные премьеры
| Европа - Австрия: 11 октября 2013 - Бельгия: 28 августа 2013 - Болгария: 30 августа 2013 - Босния и Герцеговина: 29 августа 2013 - Великобритания: 29 августа 2013 - Венгрия: 5 сентября 2013 - Германия: 27 августа 2013 (ранний показ) - Германия: 12 сентября 2013 (точная дата) - Греция: 29 августа 2013 - Дания: 28 августа 2013 - Ирландия: 29 августа 2013 - Исландия: 6 сентября 2013 - Испания: 30 августа 2013 - Италия: 5 сентября 2013 - Казахстан: 30 августа 2013 - Кипр: 30 августа 2013 - Латвия: 29 августа 2013 - Литва: 29 августа 2013 - Македония: 25 сентября 2013 - Нидерланды: 29 августа 2013 - Норвегия: 6 сентября 2013 - Польша: 30 августа 2013 - Португалия: 29 августа 2013 - Румыния: 30 августа 2013 - Россия: 30 августа 2013 - Сербия: 29 августа 2013 - Словакия: 5 сентября 2013 - Словения: 28 августа 2013 - Турция: 30 августа 2013 - Финляндия: 30 августа 2013 - Франция: 28 августа 2013 - Хорватия: 29 августа 2013 - Чехия: 5 сентября 2013 - Швеция: 28 августа 2013 - Швейцария: 30 августа 2013 - Эстония: 30 августа 2013 Северная Америка - Канада: 30 августа 2013 - США: 30 августа 2013 | Латинская Америка - Аргентина: 28 августа 2013 (эксклюзивная премьера) 29 августа 2013 - Боливия: 10 сентября 2013 - Бразилия: 6 сентября 2013 - Венесуэла: 30 сентября 2013 - Доминиканская Республика: 29 августа 2013 - Колумбия: 30 августа 2013 - Мексика: 30 августа 2013 - Перу: 29 августа 2013 - Пуэрто-Рико: 5 сентября 2013 - Уругвай: 30 августа 2013 - Чили: 29 августа 2013 - Эквадор: 30 августа 2013 - Ямайка: 30 августа 2013 Ближний Восток/Африка и Азия - Бахрейн: 29 августа 2013 - Гонконг: 29 августа 2013 - Египет: 11 сентября 2013 - Израиль: 29 августа 2013 - Индия: 6 сентября 2013 - Индонезия: 31 августа 2013 - Иордания: 29 августа 2013 - Ирак: 29 августа 2013 - Катар: 29 августа 2013 - Кувейт: 29 августа 2013 - Ливан: 29 августа 2013 - Малайзия: 29 августа 2013 - Марокко: 14 сентября 2013 - Непал: 13 сентября 2013 - ОАЭ: 29 августа 2013 - Оман: 29 августа 2013 - Пакистан: 27 сентября 2013 - Сингапур: 29 августа 2013 - Тунис : 21 сентября 2013 - Филиппины: 30 августа 2013 - Эфиопия: 30 августа 2013 - ЮАР: 11 октября 2013 |